# Ah-Leu-Cha
Ah-Leu-Cha es una composición de bebop escrita en 1948 por el saxofonista de jazz estadounidense Charlie Parker. Es un contrafacto de "Honeysuckle Rose" en la sección "A" y "I Got Rhythm" en la sección "B".  Fue grabada originalmente por Charlie Parker All-Stars el 18 de septiembre de 1948 en Nueva York para el sello discográfico Savoy Records. 
La composición ha sido interpretada y grabada por numerosos artistas, entre ellos Dizzy Gillespie, Miles Davis, Thelonious Monk, Charles Mingus, Archie Shepp,  Art Farmer y Django Bates.